# Opsina
Les opsines són un grup de molècules responsables de les reaccions cel·lulars inicials involucrades en la percepció de la llum. Es troba en les cèl·lules fotoreceptores de la retina, és a dir en els cons i els bastons.
Les opsines es distribueix en set trams d'hèlix alfa que se situen perpendiculars a la membrana units per parts proteiques sense estructura.
Els bastons tenen una opsina que s'anomena rodopsina.
Els cons tenen altres opsines diferents que són les responsables de la visió en color. Els humans tenim tres opsines d'aquest tipus, cada una d'elles es codifica en un gen, un per al vermell, un per al verd i un altre per al blau i hi ha espècies que tenen fins a sis gens de manera que el rang de color que poden apreciar és superior, com les libèl·lules.
Els gens de l'opsina es van descobrir per primera vegada en l'espècie aquàtica animal Hydra magnipapillata.